# Carmen Serdán Alatriste
María del Carmen Serdán Alatriste (Puebla de Zaragoza, Puebla; 11 de noviembre de 1873 - Ciudad de México, 21 de agosto de 1948) fue una revolucionaria mexicana. Compartió las ideas de la Revolución mexicana y simpatizó con la causa maderista. Fue hermana de Natalia Serdán, Aquiles Serdán y Máximo Serdán, también revolucionarios, y nieta de Miguel Cástulo Alatriste Castro, quien fungió como gobernador liberal del estado de Puebla  de 1857 a 1861.

## Primeros años
Hija del abogado Manuel Serdán Guanes (1843-1880, redactor de la Ley del Pueblo, el primer plan de reforma agraria en el país), y de María del Carmen Alatriste Cuesta (1849-1928), fue hermana de Natalia (1875-1938), Aquiles (1877-1910) y Máximo Serdán Alatriste (1879-1910).

## Trayectoria

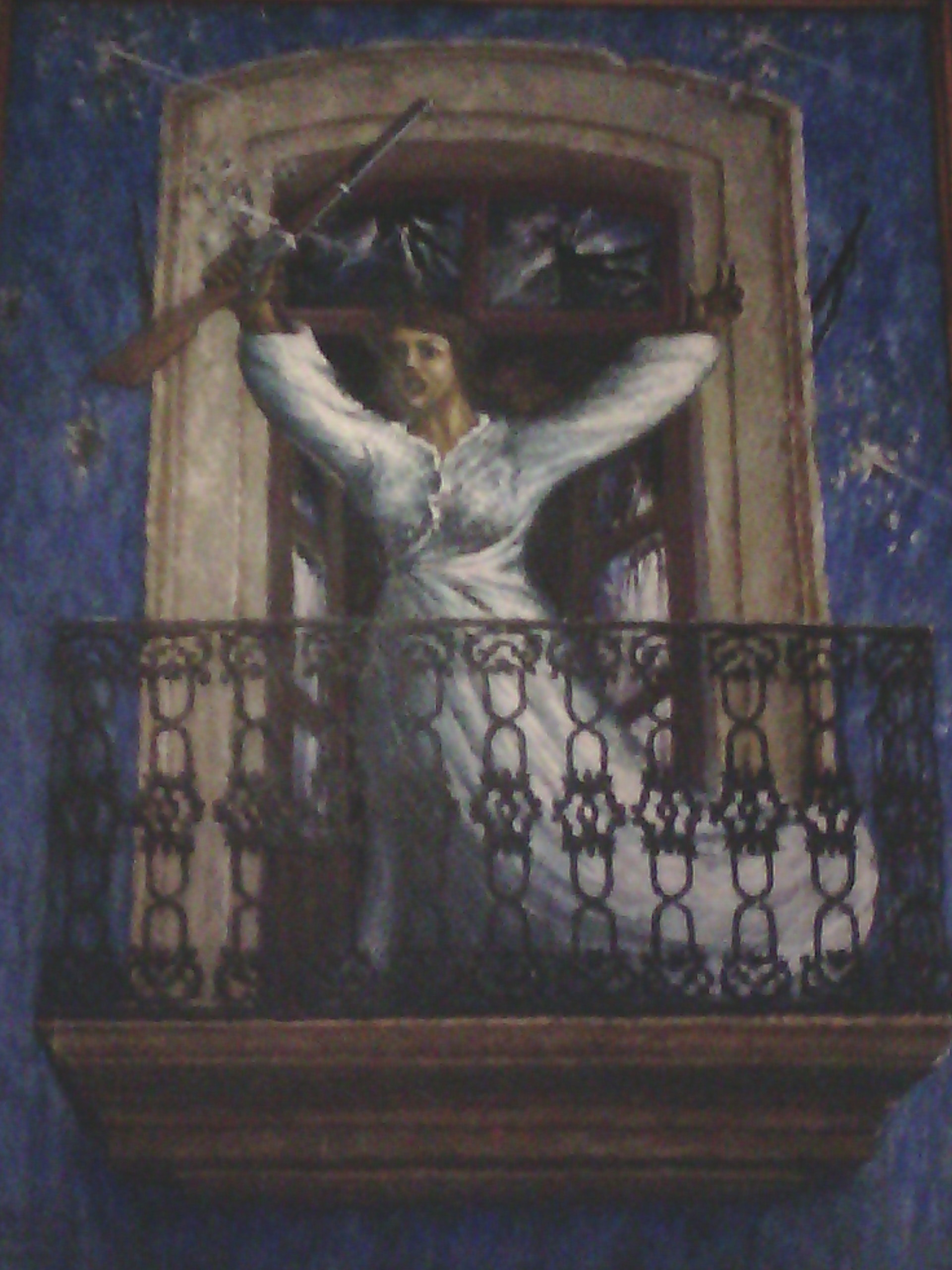
Pintura de Carmen Serdán uniéndose a la batalla saliendo al balcón de la Casa de los Hermanos Serdán.

Trabajó con su hermano Aquiles (ambos pertenecieron al Partido Nacional Antirreeleccionista, fundado por él y por Francisco I. Madero) durante la campaña a favor de este último, quien se oponía al régimen de Porfirio Díaz
El 18 de noviembre de 1910, su domicilio particular fue atacado por el ejército federal e iba a ser cateado por el jefe de policía Miguel Cabrera. La familia Serdán se resistió, mientras su hermano Máximo se fortificó en la azotea. Carmen arengó a la población desde un balcón de su casa.
Fue herida y capturada. Se le envió a la cárcel de La Merced y posteriormente al hospital municipal de San Pedro (véase Real Hospital de San Pedro o Templo del Ex-Hospital de San Pedro y San Pedro Museo del Arte). Cuando terminó el período de Victoriano Huerta, trabajó en diversos hospitales como enfermera. Vivió sus últimos años en su ciudad natal, y murió el 28 de agosto de 1948.
Colaboró en las páginas de El Hijo del Ahuizote y del Diario del Hogar.
Carmen Serdán fue una de las pocas mujeres que difundieron la entrevista Díaz - Creelman (que detonó la situación que terminaría por generar la Revolución mexicana) en gacetas y en reuniones.
Fundó y formó parte de la Junta Revolucionaria de Puebla.
Organizó la recepción a Francisco I. Madero en Puebla, en compañía de un grupo de mujeres de esa ciudad, con quienes llevó a cabo acciones de propaganda antirreeleccionista. Madero ofreció al grupo una política con igualdad en el trabajo y en la remuneración. Al grupo se unió después Sara Pérez Romero, la esposa del candidato. El 20 de noviembre de 1910, Carmen Serdán quedó al frente de la logística del movimiento revolucionario en su estado. En esos días, ella utilizaba un lenguaje en clave, de su invención, y un seudónimo, "Marcos Serrato", para intercambiar, a través de varios periódicos, mensajes con su hermano Aquiles, quien se encontraba en San Antonio, en el estado de Texas. Mientras los hombres eran vigilados por el gobierno de Mucio P. Martínez, las mujeres del llamado Club Femenil se encargaron de los preparativos de guerra y de difundir el Plan de San Luis, que indicaba los pasos a seguir en el levantamiento armado.

## Reconocimientos

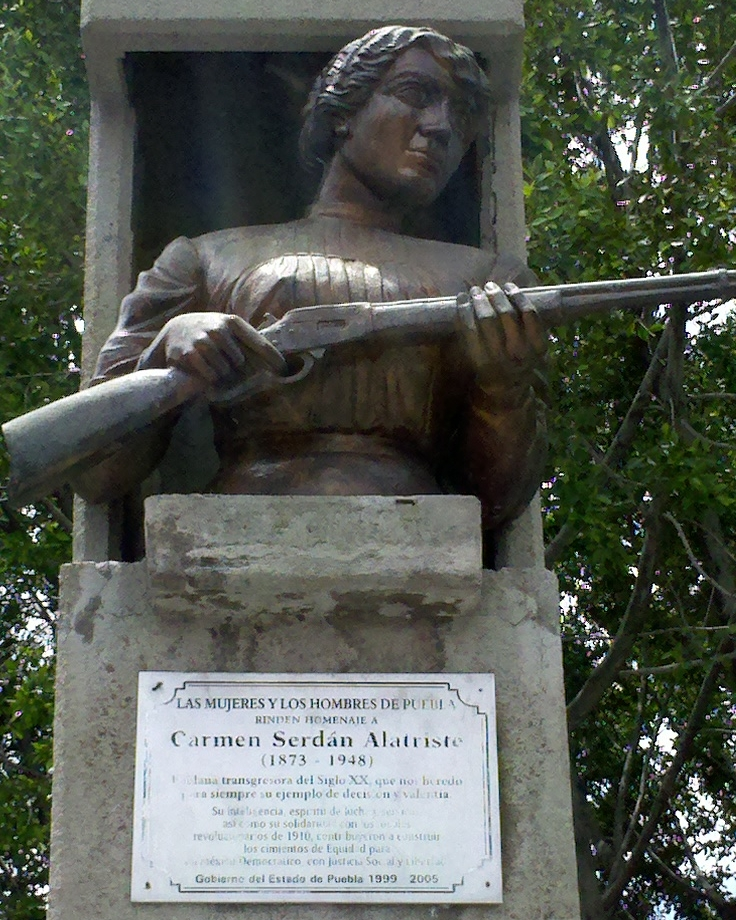
Monumento a Carmen Serdán en la ciudad de Puebla.

En su memoria, varias escuelas (jardines de niños, primarias y secundarias), casas de cultura, mercados, bibliotecas, colonias y deportivos de México llevan su nombre, sin mencionar que su rostro junto con el de Francisco I. Madero y Hermila Galindo forman parte del billete de $1000 pesos mexicanos [cita requerida]